# Йован Ачимович
Йован Ачимович (сербохорв. Jovan Aćimović, нар. 21 червня 1948, Белград) — югославський футболіст, що грав на позиції півзахисника.
Виступав, зокрема, за клуб «Црвена Звезда», а також національну збірну Югославії.
Чотириразовий чемпіон Югославії. Триразовий володар Кубка Югославії.

## Клубна кар'єра
Народився 21 червня 1948 року в місті Белград. Вихованець футбольної школи клубу ОФК (Белград). Дорослу футбольну кар'єру розпочав 1964 року в основній команді того ж клубу, в якій провів один сезон. 
Своєю грою за цю команду привернув увагу представників тренерського штабу клубу «Црвена Звезда», до складу якого приєднався 1965 року. Відіграв за белградську команду наступні одинадцять сезонів своєї ігрової кар'єри. Більшість часу, проведеного у складі «Црвени Звезди», був основним гравцем команди. За цей час чотири рази виборював титул чемпіона Югославії.
Протягом 1976—1978 років захищав кольори команди клубу «Саарбрюкен».
Завершив професійну ігрову кар'єру у клубі «Синджелич», за команду якого виступав протягом 1978—1979 років.

## Виступи за збірну
У 1968 році дебютував в офіційних матчах у складі національної збірної Югославії. Протягом кар'єри у національній команді, яка тривала 9 років, провів у формі головної команди країни 55 матчів, забивши 3 голи.
У складі збірної був учасником чемпіонату Європи 1968 року в Італії, де разом з командою здобув «срібло», чемпіонату світу 1974 року у ФРН, чемпіонату Європи 1976 року в Югославії.

## Титули і досягнення
- Чемпіон Югославії (4):

«Црвена Звезда»: 1967-68, 1968-69, 1969-70, 1972-73
- Володар Кубка Югославії (3):

«Црвена Звезда»: 1967-68, 1969-70, 1970-71
- Віце-чемпіон Європи: 1968